# Tien tijgers van Guangdong
De tien tijgers van Guangdong (廣東十虎) waren de top tien kungfumeesters in de provincie Guangdong rond het einde van de Qingdynastie.
Zij waren (in Kantonese transliteratie)
- Wong Yun Lum (王隱林 pinyin Wang Yin Lin),
- Wong Ching Ho (黃澄可 pinyin Huang Ching He),
- So Hak Fu or Black Tiger So (蘇黑虎 pinyin Su Hei Hu),
- Wong Kei Ying (黃麒英 pinyin Huang Chi Ying),
- Lai Yun Chiu (黎仁超 pinyin Li Yan Chao),
- So Hut Yee or Beggar So (蘇乞兒 pinyin Su Chi E),
- Chow Tai (鄒泰 pinyin Zhou Tai),
- Tit Cue Sam of IJzeren Brug Drie (鐵橋三 pinyin Te Chao San),
- Tit Chi Chan of IJzeren Vingers Chan (鐵指陳 pinyin Te Zi Chen),
- Tam Chai Hok (譚濟鶴 pinyin Tan Zi Ke).

Soms wordt Wong Fei Hung (黃飛鴻) foutief in het rijtje van gezet in plaats van tussen de Chow Tai. Hij was geen lid van de tien tijgers alhoewel zijn vader Wong Kei Ying dat wel was. Wong Fei Hung stond hier en daar bekend als de tijger na nummer tien.